# Michel Pigenet
 (juin 2019).
Michel Pigenet, né en 1948, est un historien français. Professeur émérite d'histoire contemporaine, ses travaux portent sur l'histoire du travail et des mouvements sociaux.

## Biographie
Après des études de géographie à Toulouse et l'obtention de l’agrégation (1971), Michel Pigenet enseigne aux lycées de Vierzon et Louis-le-Grand, période pendant laquelle il entreprend des recherches en histoire. En 1983, il soutient à Toulouse une thèse de 3e cycle, menée sous la direction de Rolande Trempé et consacrée aux Bûcherons du Cher (fin XIXe siècle-1914 : des luttes à l’organisation, activité saisonnière et conscience sociale, puis un doctorat d’État, sous la direction de Maurice Agulhon à Paris 1 en 1987, intitulé Les ouvriers du Cher, fin XVIIIe siècle-1914 : travail, espace et conscience sociale. 
Maître de conférences à l’Université de Grenoble II en 1989, il est élu professeur à l’Université de Rouen (1992), puis à l'Université Paris I Panthéon-Sorbonne (1999), dont il est membre du Conseil scientifique (2012-2016) et où il dirige le Centre d'histoire sociale du XXe siècle, actuel Centre d’histoire sociale des mondes contemporains (UMR CNRS 8058). 
Ses deux thèses, publiées, ont contribué au renouvellement de l’histoire du travail abordée comme activité, matrice de rapports sociaux, source de valeurs et d’identités. Elles furent aussi le point de départ d’une approche, précisée par la suite, des « politiques ouvrières ». En rupture avec l’histoire classique des organisations ouvrières, elles esquissaient une relecture socio-anthropologique de la manière dont les groupes populaires s’approprient les ressources de la politique institutionnelle et lui opposent, sur ses marges comme à la faveur de crises politiques, des pratiques alternatives. 
En histoire du travail, ses recherches traitent des modes de rémunération, de la construction et des usages du droit. Elles ont aussi porté sur différentes activités et professions, notamment celles aux marges du salariat ordinaire, à l’exemple des ouvriers agricoles, des téléopérateurs ou des dockers, dont il a impulsé la connaissance historique en France. Elles ont encore été pionnières dans l'analyse des masculinités ouvrières. Ses études s’intéressent, enfin, à la croisée des précédents domaines, aux mobilisations collectives populaires.
Auteur de plusieurs ouvrages à titre individuel, il a dirigé de nombreux ouvrages collectifs, ainsi que des numéros spéciaux de revues scientifiques d’histoire. Il participe au comité éditorial du Mouvement social et codirige depuis 2021 la collection Archives du travail aux Éditions Classiques Garnier. 
Organisateur de colloques, de journées d’étude et de séminaires, Michel Pigenet est membre fondateur de l’Association française pour l’histoire des mondes du travail, créée en 2013, dont il a exercé la présidence jusqu’en 2016. Il a également participé à la formation, à Amsterdam, en 2013, du Réseau européen d’histoire du travail. Il se réclame d’une histoire d’intervention, soucieuse de valoriser les résultats de la recherche, mais aussi de dresser des passerelles, dans le respect des spécificités des uns et autres, entre les chercheurs et les acteurs sociaux. Cette préoccupation est ancienne. Ainsi l’ouvrage tiré de sa thèse d’État, fut-il édité en 1990 par l'Institut CGT d'histoire sociale, préfacée par Maurice Agulhon, avec un avant-propos de Georges Séguy. Depuis, il a notamment dirigé et codirigé des projets de recherche, animé des stages de formation à l’histoire syndicale avec la CFDT, la CGT, la CGT-FO, la FSU et le SNJ. Contributeur du Dictionnaire biographique, mouvement ouvrier, mouvement social, il est membre du jury du Prix Maitron.  
Membre du conseil scientifique du Comité d’histoire des administrations chargées du travail, de l’emploi et de la formation professionnelle, il est également modérateur du comité scientifique de l’Institut CGT d’histoire sociale. Son expertise reconnue l’amène à collaborer avec des dizaines de médias en quête d’un éclairage historique sur les questions d’actualité sociale et politique. Sous forme d’entretiens ou d’articles, ses analyses sont ainsi régulièrement sollicitées par des agences – AFP, Associated Press, Afrique Press – les magazines et journaux -  Le Monde diplomatique, Le Nouvel Obs, L'Humanité, L'Humanité Dimanche, Mediapart, Huffington Post, Le Figaro, Le Parisien, –, les chaînes de radio et de télévision – BBC News, France Info (radio et TV), France Culture, France Inter, Europe 1, Radio France internationale, Radio télévision suisse, Radio-Canada, BFM TV, Canal+, FR3, LCI, Paris Première, etc.

## Publications

### Ouvrages
- Les ouvriers du Cher (fin XVIIIe siècle - 1914). Travail, espace et conscience sociale, Institut CGT d'histoire sociale, 1990 (prix littéraire de la ville de Bourges)  (ISSN 0184-489X) [présentation en ligne]
- Au cœur de l'activisme communiste des années de guerre froide. « La manifestation Ridgway », « Chemins de la mémoire », L'Harmattan, 1992  (ISBN 2-7384-1674-8) [présentation en ligne]
- « Ouvriers, paysans, nous sommes.. ». Les bûcherons du Centre de la France au tournant du siècle, « Le monde de la vie quotidienne », L'Harmattan, 1993. Préface de Rolande Trempé  (ISBN 2-7384-2164-4) [présentation en ligne]
- Les « Fabiens » des barricades au front (septembre 1944 - mai 1945), L'Harmattan, 1995  (ISBN 2-7384-3679-X)
- Édition critique de Friedrich Engels, Le rôle de la violence dans l'Histoire et textes, Montreuil, Le Temps des cerises, 2020  (ISBN 9782370711823)
- Édition critique de Charles Marck, Sur les routes que j'ai parcourues, Paris, Classiques Garnier  (ISBN 978-2-406-12325-5)
- L'État contre les syndicalistes ?, Nancy, Éd. Arbre bleu, coll. « Repères historiques », 2023  (ISBN 979-10-90129-63-4)
- Les États généraux de 1945. Une expérience démocratique oubliée, Paris, coll. « Éditions du Croquant », 2024  (ISBN 978-23-65124-61-4)

### Ouvrages collectifs
- (avec Marcel Cherrier), Combattants de la liberté. La résistance dans le Cher, Les Éditions sociales, 1976.
- (avec Phryné Pigenet, Robert Rygiel, Michel Picard), Terre de luttes (les précurseurs 1848 - 1939). Histoire du mouvement ouvrier dans le Cher, éditions sociales, 1977.
- « Syndicats et services », (dir. du n° spécial), Les Cahiers de l’IRM, no 51, 1993.
- « Histoire ouvrière », (dir. avec Jean-Louis Robert du n° spécial), Historiens & Géographes, no 350, octobre 1995.
- Le Syndicalisme docker depuis 1945, Presses Universitaires de Rouen, 1997,  (ISBN 2877752275)
- Les Victimes civiles des bombardements en Haute-Normandie(1er janvier - 12 septembre 1944)(dir. avec B. Garnier), CRHQ-IRED-La Mandragore, 1997  (ISBN 2-912468-02-7).
- « Industrialisations européennes », (dir. avec Michel Margairazdu n° spécial), Le Mouvement social, no 185, octobre-décembre 1998.
- La France démocratique (combats, mentalités, symboles). Mélanges offerts à Maurice Agulhon (dir. avec Christophe Charle, Jacqueline Lalouette, Anne-Marie Sohn), Publications de la Sorbonne, 1998.
- Industrialisation et sociétés en Europe occidentale (1870-1970) (avec Michel Margairaz, Pierre Saly, Jean-Louis Robert), Atlande, 1998  (ISBN 2-912232-05-8).
- « Les Marches », (dir. avec Danielle Tartakowsky, Centre d’histoire sociale des mondes contemporains, du n° spécial), Le Mouvement social, no 202, janvier-mars 2003.
- L'apogée des syndicalismes en Europe occidentale 1960 – 1985 (dir. avec Patrick Pasture, Jean-Louis Robert), Publications de la Sorbonne, 2005  (ISBN 2-85944-527-7).
- La CGT des années 1950 (dir. avec Élyane Bressol, Michel Dreyfus, Joël Hedde), Presses universitaires de Rennes, 2005  (ISBN 2-7535-0137-8).
- Campagnes et sociétés en Europe, 1830-1930 (dir. avec Gilles Pécout), Éditions de l’Atelier, 2005  (ISBN 2-7082-3819-1).
- « Rémanences des passés », (dir. avec Danielle Tartakowsky, Centre d’histoire sociale des mondes contemporains, du n° spécial), Sociétés & Représentations, no 22, oct. 2006.
- « Relations de services », (dir. du n° spécial), Le Mouvement social, no 216, juillet-septembre 2006.
- Victor, Emile, Georges, Fernand et les autres… Regards sur le syndicalisme révolutionnaire (dir. avec Pierre Robin), Éditions d’Albret, 2007  (ISBN 978-2-913055-15-5).
- Mémoires du travail à Paris, Créaphis, 2008,  (ISBN 978-2-35428-014-7)
- Retraites. Une histoire des régimes spéciaux, ESF Éditeur, 2008  (ISBN 978-2-7101-1947-0)
- Estados y relaciones de trabajo en la Europa del siglo XX (dir. avec Santiago Castillo et Francine Soubiran-Paillet), Ed. Cinca-Fundacion F. Largo Caballero, 2008,
- Les meuniers du social : Force ouvrière, acteur de la vie contractuelle et du paritarisme, fin des années cinquante-début des années quatre-vingt (dir. avec Michel Dreyfus), Publications de la Sorbonne, 2011  (ISBN 978-2-85944-684-0),
- Histoire des mouvements sociaux en France de 1814 à nos jours (dir. avec Danielle Tartakowsky), éditions La Découverte, 2012 (reéd. 2014).  (ISBN 978-2-7071-6985-3)
- Pratiques syndicales du Droit : France, XXe – XXIe siècles (dir. avec André Narritsens), Presses universitaires de Rennes, 2014  (ISBN 978-2-7535-3248-9)
- Histoire de la CGT. Bien-être, liberté, solidarité (avec René Mouriaux, Jérôme Beauvisage, André Narritsens, Danielle Tartakowsky, Jean Magniadas, Joël Hedde, Stéphane Sirot, Elyane Bressol), Ed. de l’Atelier, 2015  (ISBN 978-2-7082-4471-9).
- Travail, travailleurs et ouvriers d'Europe au XXe siècle (dir. avec Nicolas Hatzfeld et Xavier Vigna), Éditions universitaires de Dijon, 2016.  (ISBN 978-2-36441-185-2)
- « Les syndicats face aux travailleurs du secteur public », (dir. avec Odile Join-Lambert et Arnaud Mias du n° spécial), Sociologie du travail, no 59, janvier-mars 2017 http://sdt.revues.org/513 ; DOI : 10.4000/sdt.513.
- « L’histoire du travail au carrefour », (dir. du n° spécial), Historiens & Géographes, no 438, mai-juin 2017.
- Les jours heureux: dans les archives du Conseil national de la Résistance-Louis Saillant (dir. avec Rossana Vaccaro), Codhos, 2018.  (ISBN 2-9517903-4-1)
- La CGT en question(s). Regards croisés sur 125 années d’un syndicalisme de transformation sociale (dir. avec Michel Dreyfus), Éditions universitaires de Dijon, 2019.  (ISBN 978-2-36441-309-2)
- Le prix du travail. France et espaces coloniaux, XIXe – XXIe siècles (dir. avec Michel Margairaz), Éditions de la Sorbonne, 2019,  (ISBN 979-10-351-0309-5)
- La CGT (1975-1995). Un syndicalisme à l'épreuve des crises (dir. avec Sophie Béroud, Élyane Bressol et Jérôme Pelisse), Éditions Arbre bleu, 2019.  (ISBN 9791090129337)
- Des sans-travail aux chômeurs : deux siècles de mouvements, no  spécial des Cahiers du Chatefp, no 26, décembre 2022.
- Identités portuaires, (dir. du dossier) Le Mouvement social, no 287, avril-juin 2024, p. 3-136.